# Al Joyner
Alfredrick Alphonzo "Al" Joyner (* 19. ledna 1960, East St. Louis) je bývalý americký atlet, olympijský vítěz v trojskoku.
Na mistrovství světa v Helsinkách v roce 1983 obsadil v soutěži trojskokanů osmé místo. O rok později se stal mistrem USA v této disciplíně. Při startu na olympiádě v Los Angeles v roce 1984 zvítězil v trojskoku výkonem 17,26 m z prvního finálového pokusu. Jeho osobní rekord 17,53 m pochází z roku 1987.